# Кингсфорд, Анна
Анна Кингсфорд (англ. Anna Kingsford), урождённая Бонус (16 сентября 1846, Стратфорд, Эссекс — 22 февраля 1888, Лондон) — английская писательница, врач, феминистка, теософ и защитница прав животных. Была одной из первых (после Элизабет Гарретт Андерсон) женщин в Англии, получивших учёную степень в области медицины.
Кингсфорд стала известна как борец против опытов на животных, защитница прав женщин и вегетарианка. Чтобы более эффективно бороться против экспериментов над животными и на собственном опыте проверить наличие необходимости вивисекции для науки, решила изучать медицину. Получила медицинское образование в Париже, поскольку в Англии это не было разрешено для женщин. Анна стала единственным человеком своего времени, получившим высшее медицинское образование без проведения опытов на животных. В 1880 году Кингсфорд получила докторскую степень, защитив диссертацию о пользе вегетарианства, которая позже легла в основу её книги L’Alimentation Végétale de l’Homme. Вернувшись в Лондон, Анна открыла собственный медицинский кабинет.
Также Кингсфорд была активисткой теософского движения в Англии и в 1883 году стала президентом Лондонской Ложи Теософского общества Великобритании. В 1884 году она вышла из Теософского общества и совместно с Эдвардом Мейтлендом создала Герметическое общество. Анна Кингсфорд имела слабое здоровье и скончалась в 41 год от туберкулёза, которым заболела после того, как попала под проливной дождь по дороге к лаборатории Луи Пастера в Париже. Её жизнь и творчество оставались практически неизученными до тех пор, пока Эдвард Мэйтланд не опубликовал её биографию — Жизнь Анны Кингсфорд.

## Биография
Анна Кингсфорд родилась в Эссексе в семье среднего класса. Уже в 9 лет она написала свою первую поэму, а в 13 — книгу Beatrice: a Tale of the Early Christians. Дебора Ридиселл пишет, что Анна обожала охоту на лис, пока однажды не явилась себе в видении в образе лисицы.
В 1867 году Кингсфорд вышла замуж за своего двоюродного брата Алджернона Годфри Кингсфорда, а год спустя родила дочь. Несмотря на то, что её муж был англиканским священником, в 1872 году Анна приняла католицизм.
На оставленные ей отцом 700 фунтов годовых Кингсфорд купила газету The Lady’s Own Paper, которую возглавила в качестве редактора. Эта работа познакомила её с видными женщинами той эпохи, в том числе с писательницей, феминисткой и борцом против вивисекции Фрэнсис Пауэр Кобб. Именно статья Кобб о вивисекции в The Lady’s Own Paper вызвала у Анны интерес к предмету.

## Медицинское образование
В 1873 году Кингсфорд познакомилась с писателем Эдвардом Мэйтландом, разделявшим её неприятие материализма. С благословения мужа Мэйтланд сопровождал Анну в Париж, когда она решила изучать медицину.
Париж в это время являлся центром революционных исследований в области физиологии, большая часть которых была результатом экспериментов на животных, преимущественно собаках, в основном проводившихся без какого-либо обезболивания. Работавший там Клод Бернар (1813—1878), известный как «отец физиологии», сказал: «Физиолог — не обычный человек: он — ученый, охваченный и поглощенный научной идеей, за которой он следует. Он не слышит крики животных, он не видит их льющуюся кровь, он видит только свою идею…»
Уолтер Гратцер, почетный профессор биохимии в Королевском колледже Лондона, пишет, что серьёзный протест против вивисекции, сформировавшийся в викторианской Англии, отчасти был протестом против исследований, проводимых во Франции, когда они были перенесены и в Англию. Бернар и другие известные физиологи, такие как Шарль Рише во Франции и Майкл Фостер в Англии, были подвергнуты резкой критике за свою работу. Британские антививесекционисты проникли на парижские лекции Франсуа Мажанди, учителя Бернара, который в процессе работы расчленял собак без наркоза, и, как утверждается, кричал на них — «Tais-toi, pauvre bête!» (Заткнись, мерзкое животное!). Супруга Бернара, Мари-Франсуаза Бернар, была резко против его исследований, хотя именно она финансировала их из средств своего приданого.
Атмосфера на медицинском факультете и в клиниках Парижа на момент прибытия туда Кингсфорд оставалась обременительной для женщин. Хотя во Франции им официально разрешали изучать медицину, по информации Ридиселл, это всё равно не приветствовалось. В 1874 году Анна писала мужу:
Всё складывается не слишком хорошо для меня. Мой шеф в Charité категорически не одобряет девушек-студентов.. Около сотни мужчин (и ни одной женщины, за исключением меня) обходили палаты сегодня, и когда все мы собрались перед ним, чтобы наши имена были записаны, он позвал и назвал всех студентов, кроме меня, и закрыл книгу. Я сделала шаг вперёд и спокойно сказала: «и я, монсеньор.» Он резко повернулся ко мне и закричал: «Вы, вы ни мужчина, ни женщина, я не хочу писать ваше имя.» Я стояла молча посреди мёртвой тишины.»
Для Кингсфорд были невыносимы зрелища и звуки экспериментов на животных, свидетельницей которых она становилась. 20 августа 1879 г. она написала:
Мне кажется, что Ад здесь, на Faculté de Médecine в Париже, более реальный и ужасный Ад, чем я встречала до сих пор где-либо ещё, это просто воплощение мечты средневековых монахов. Мысль об этом пришла ко мне в день, когда я сидела в музее школы, сжав голову руками, безуспешно пытаясь закрыться от жалобных криков, постоянно доносящихся с темной лестницы.. Время от времени, когда крик был более душераздирающим, чем остальные, влага выступала у меня на лбу и на ладонях, и я молилась: "Господи, забери меня из этого ада, не позволь мне остаться в этом ужасном месте".

## Смерть
Алан Перт пишет, что в ноябре 1886 года Кингсфорд попала под проливной дождь в Париже по дороге в лабораторию Луи Пастера, одного из самых выдающихся вивисекционистов того времени. Несколько часов, проведенных в мокрой одежде, привели к пневмонии, перешедшей в туберкулёз лёгких.
Перт пишет, что Анна посетила Ривьеру и Италию, напрасно надеясь, что новый климат поможет ей выздороветь. В июле 1887 года она осталась в Лондоне, в доме 15 по Виннстей Гарденс, Кенсингтон, который арендовала с мужем. 22 февраля 1888 года Кингсфорд скончалась. Она была похоронена на кладбище Saint Eata при церкви XI века, где служил её муж, в Atcham у реки Северн. При регистрации смерти её имя записано как Анни Кингсфорд (англ. Annie Kingsford). При регистрации брака в Сассексе в 1867 году девичье имя записано как Анни Бонус (англ.  Annie Bonus).

## Публикации
- (A. Bonus), Beatrice: a Tale of the Early Christians, Joseph Masters, Londres, 114 p., 1863.
- (Anonyme), River-Reeds. Poems, Joseph Masters, Londres, 71 p., 1866.
- (Ninon Kingsford), An Essay on the Admission of Women to the Parliamentary Franchise, Trubner & Co., Londres, 1868.
- (Colossa) In My Lady’s Chamber; a Speculative Romance Touching a Few Questions of the Day., J. Burns, Londres, 319 p., 1873.
- (Ninon Kingsford), Rosamunda the Princess, an Historical Romance of the Sixth Century; and Other Tales, James Parker and Co., Oxford et Londres, 365 p., 1875.
- The Perfect Way in Diet, A Treatise advocating a return to the natural an ancient food of our race., Kegan Paul, Trench & Co., Londres, 121 p., 1881.
- The Perfect Way, or Finding of Christ, Hamilton, Adams & Co., Londres, 405 p., 1882. Field and Tuer, Londres, 1887.
- The Virgin of the World. A translation of Hermetic manuscripts. Introductory essays (on Hermeticism) and notes by Anna Kingsford and Edward Maitland., George Redway, Londres, et P. Kailasam Brothers, Spiritualistic Book Depot, Madras, 154 p., 1885.
- Astrology Theologized: the Spiritual Hermeneutics of Astrology and Holy Writ — A Treatise upon the Influence of the Stars on Man and on the Art of Ruling Them by the Law of Grace. Long prefatory essay, and translation by Anna Kingsford, from the original by Valentine Weigelius, dated 1649, George Redway, Londres, 121 p., 1886.
- Health, Beauty and the Toilet: Letters to Ladies from a Lady Doctor., Frederick Warne and Co., Londres et New York, 232 p., 1886.

Посмертно, под редакцией Эдварда Мэйтланда:
- Dreams and Dream Stories, George Redway, Londres, 281 p., 1888.
- Clothed with the Sun. Being the Book of the Illuminations of Anna (Bonus) Kingsford., John M. Watkins, Londres, 1889. Réédition par Forgotten books[16] ISBN 9781606201893.

Под редакциями других авторов:
- Anna Kingsford Intima Sacra: a Manual of Esoteric Devotion., E. M. Forsyth, David Stott, Londres, 163 p., 1891.
- Anna Kingsford & Edward Maitland, Addresses and Essays on Vegetarianism. Anna Kingsford and Edward Maitland., Samuel Hopgood Hart, John M. Watkins, Londres, 227 p., 1912.
- Anna Kingsford & Edward Maitland, The Credo of Christendom: and other Addresses and Essays on Esoteric Christianity., Samuel Hopgood Hart, John M. Watkins, Londres, 256 p., 1916.

Под псевдонимом Нинон Кингсфорд опубликовала рассказы в журналах Penny Post с 1868 по 1872 и Ladies Pictorial с 1884 по 1887.